# Аїкурціо
Аїкурціо (італ. Aicurzio) — муніципалітет в Італії, у регіоні Ломбардія, провінція Монца і Бріанца.
Аїкурціо розташоване на відстані близько 490 км на північний захід від Рима, 26 км на північний схід від Мілана, 13 км на північний схід від Монци.
Населення — 2072 особи (2014).
Щорічний фестиваль відбувається 30 листопада. Покровитель — Андрій Первозваний.

## Демографія
Населення за роками:

Станом на 1 січня 2023 року в муніципалітеті офіційно проживали 183 іноземці з 40 країн, серед них 35 громадян країн Євросоюзу та 12 громадян України.

## Сусідні муніципалітети
- Бернареджо
- Сульб'яте
- Вердеріо